# جیزلا سوفیو
جیزلا سوفیو (ایتالیایی: Gisella Sofio؛ ‏ ۱۹ فوریهٔ ۱۹۳۱ – ۲۷ ژانویهٔ ۲۰۱۷) بازیگر اهل ایتالیا بود.
او با کارگردانانی چون ماریو ماتولی، میکل‌آنجلو آنتونیونی، لوئیجی کومنچینی و پوپی آواتی همکاری کرده‌است.
از فیلم‌های او می‌توان به سه ایتالیایی در ریو، در آخرین لحظه، دختر دبیرستانی، عشاق لاتین، خانم معلم و همه کلاس در ساحل و بدترین هفته زندگی‌ام اشاره کرد.